# Жена и свет (часопис)
Жена и свет  је илустровани часопис који је излазио у периоду између два светска рата и бавио се еманципацијом жена и њиховим положајем у друштву. Часопис је излазио у Београду од 1925. до 1941. године.

## Историјат
Први број часописа Жена и свет изашао је у јануару 1925. године у Београду. За разлику од осталих женских часописа тог времена, овај часопис није био гласило ниједног женског друштва или организације. Настао је у оквиру Издавачког удружења „Илустрације“ А.Д.
Петнаестогодишње излажење овог часописа могло би се поделити у две етапе. Прва је трајала до 1930. године, када је часопис био у власништву Ивана Зрнића и Милоша Софреновића, а његове уреднице су биле Јелена Зрнић и Александра Јовановић. Пошто је акционарско предузеће „Илустације“ пропало, од јануара 1930. године, часопис се налазио у поседу породице Грегорић. Власник и одговорни одговорни уредник је био Павле др Грегорић, а лист је штампала штампарија Драгутина Грегорића. Прва уредница од јануара 1930. године била је Зора Станојевић, од петог броја и Марија Грегорић, после чега су се на месту уредника налазиле Марија, Анастасија и Иванка Грегорић. У мају 1940. године власник Жене и света је постала Марија Обрадовић, чије је девојачко презиме било Грегорић.
Јелена Зрнић је 1930. године покренула свој часопис Женски свет, готово идентичан Жени и свету. Oн је већ 1934. године престао са радом, јер је се показало да је тржиште сувише мало за два женска часописа истог типа.
Цена часописа Жена и свет је била 12 динара, годишња претплата 120, полугодишња 60, а тромесечна 30 динара.
Жена и свет је имала тираж као ниједан други женски часопис у то време. Познато је да је први број изашао у 60.000 примерака јер се појавио као бесплатан прилог Илустрованог листа. У првој години излажења часопис је имао око 10.000 читатељки.

### Тематика
- рубрике о моди и одевању
- савети о неговању жене
- савети о уређењу дома
- брачни савети
- савети о материнству
- књижевне прилоге
- портрети жена
- приказе књига, изложби и концерата
- коментаре о делатности жена у удружењима
- чланке из историје
- рекламирање производа

### Изглед листа
Часопис је излазио у формату од 31 cm, на око 60 до 70 страна, са великим бројем фотографија и цртежа. Поједини бројеви садржали су и прилоге са кројевима за хаљине и ручне радове.

На насловним странама често су се налазили портрети изузетних жена које су посматране као узор, пре свих краљица Марија Карађорђевић,  
Данице Томић, Милице Стојадиновић Српкиње и др.

### Периодичност излажења
Часопис је излазио једном месечно, почетком месеца.

### Место издавања
Београд, 1925—1941.

## Галерија
- Насловна страна бр. 6 из 1930. године
- Насловна страна бр. 10 из 1926. године
- Насловна страна бр.6 из 1928. године
- Прва страна бр. 8 из 1938.година
- Последње издање часописа из априла 1941. године